# Wasail al-Shia
Wasail al-Shia (arabiska: وسائل الشيعة, "Shias medel"), skriven av Sheikh Hurr Amili, är en av shiamuslimernas viktigaste hadith-samlingar och anses vara relativt pålitlig. Eftersom boken är till för användning av rättsliga dokument nämns inte teologiska och moraliska frågor i den. Sheikh Hurr kompilerade boken under tjugo år. Boken består av sex volymer och tre sektioner enligt författarens uppdelning.